# Johann I của Bohemia
Johann I của Bohemia (tiếng Đức: Johann von Böhmen, tiếng Pháp: Jean Ier de Bohême, tiếng Séc: Jan Český; 10 tháng 8 năm 1296 – 26 tháng 8 năm 1346), còn gọi là Johann xứ Luxemburg (tiếng Đức: Johann von Luxemburg, tiếng Pháp: Jean de Luxembourg, tiếng Latinh: Johann vu Lëtzebuerg, tiếng Séc: Jan Lucemburský, tiếng Ba Lan: Jan Luksemburski), hay Johann Mù (tiếng Đức: Johann der Blinde, tiếng Pháp: Jean l'Aveugle, tiếng Luxembourg: Jang de Blannen), là Bá tước xứ Luxembourg từ năm 1313 và Vua của Bohemia từ năm 1310 cũng như của Ba Lan. Ông là con trai cả của Hoàng đế La Mã thần thánh Heinrich VII và vợ là Marguerite xứ Brabant. Ông nổi tiếng vì đã chết trong khi chiến đấu trong Trận Crécy ở tuổi 50, nhưng sau khi bị mù trong một thập kỷ.

## Cuộc đời

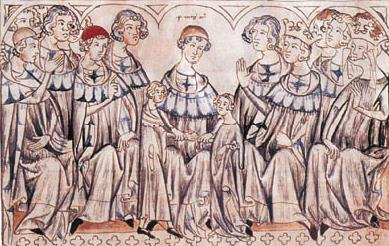
Đám cưới của Johann với Elisabeth xứ Bohemia tại Speyer

Được sinh ra và lớn lên ở Paris, Johann là người có mang quốc tịch Pháp vì lý do giáo dục, nhưng sau này ông tham gia sâu vào chính trị của Đức. Năm 1310, cha ông đã sắp xếp cuộc hôn nhân của con trai mình với cô bé 14 tuổi, công chúa Bohemia mà sau này ông làm quốc vương Elisabeth từ triều đại Přemyslid, em gái của vị vua quá cố Wenceslaus III của Bohemia. Đám cưới diễn ra ở Speyer, sau đó cặp vợ chồng tân hôn lên đường tới Praha cùng với một tổ chức được dẫn dắt bởi nhà ngoại giao giàu kinh nghiệm và chuyên gia về các vấn đề chính trị Séc, Peter xứ Aspelt, Tổng giám mục Mainz. Bởi vì Heinrich có các trung đoàn đế quốc đi cùng và bảo vệ cặp vợ chồng từ Nô-en đến Prague, nên các lực lượng Séc đã có thể giành quyền kiểm soát Prague và phế truất vị vua trị vì Heinrich xứ Kärnten vào ngày 3 tháng 12 năm 1310. Lâu đài ở Prague không thể ở được. những ngôi nhà trên Quảng trường Phố cổ và với sự giúp đỡ của các cố vấn của ông, ông đã ổn định công việc ở bang Séc. Do đó, ông trở thành một trong bảy hoàng tử bầu cử của Đế chế La Mã thần thánh và - kế tiếp Wenceslaus III - người đòi lại ngai vàng Ba Lan và Hungary. Những nỗ lực của ông để theo cha mình là Vua của người La Mã đã thất bại với cuộc bầu cử Louis IV của Wittelsbach vào năm 1314. Sau đó, ông sẽ ủng hộ Louis trong cuộc cạnh tranh với Frederick Hội chợ Habsburg, kết thúc trong Trận chiến Mühldorf năm 1322 và đổi lại ông nhận được Everland như một phần thưởng.